# 힛쳐 (2007년 영화)
《힛쳐》(영어: The Hitcher)는 미국에서 제작된 데이브 마이어스 감독의 2007년 로드 스릴러 영화이다. 숀 빈, 소피아 부시, 재커리 나이턴 등이 출연하였고, 마이클 베이 등이 제작에 참여하였다. 1986년에 나온 동명 영화의 리메이크이다.

## 출연
- 숀 빈
- 소피아 부시
- 재커리 나이턴
- 닐 맥도너
- 트래비스 슐트
- 야라 마르티네스

## 기타 제작진
- 공동 제작: 앨마 커트러프
- 배역: 리사 필즈
- 미술: 데이비드 러잔
- 의상: 리앤 래더카
- 음악 감독: 조조 빌러누에바
- 편집보: 피터 그보즈더스